# Riego de Ambrós

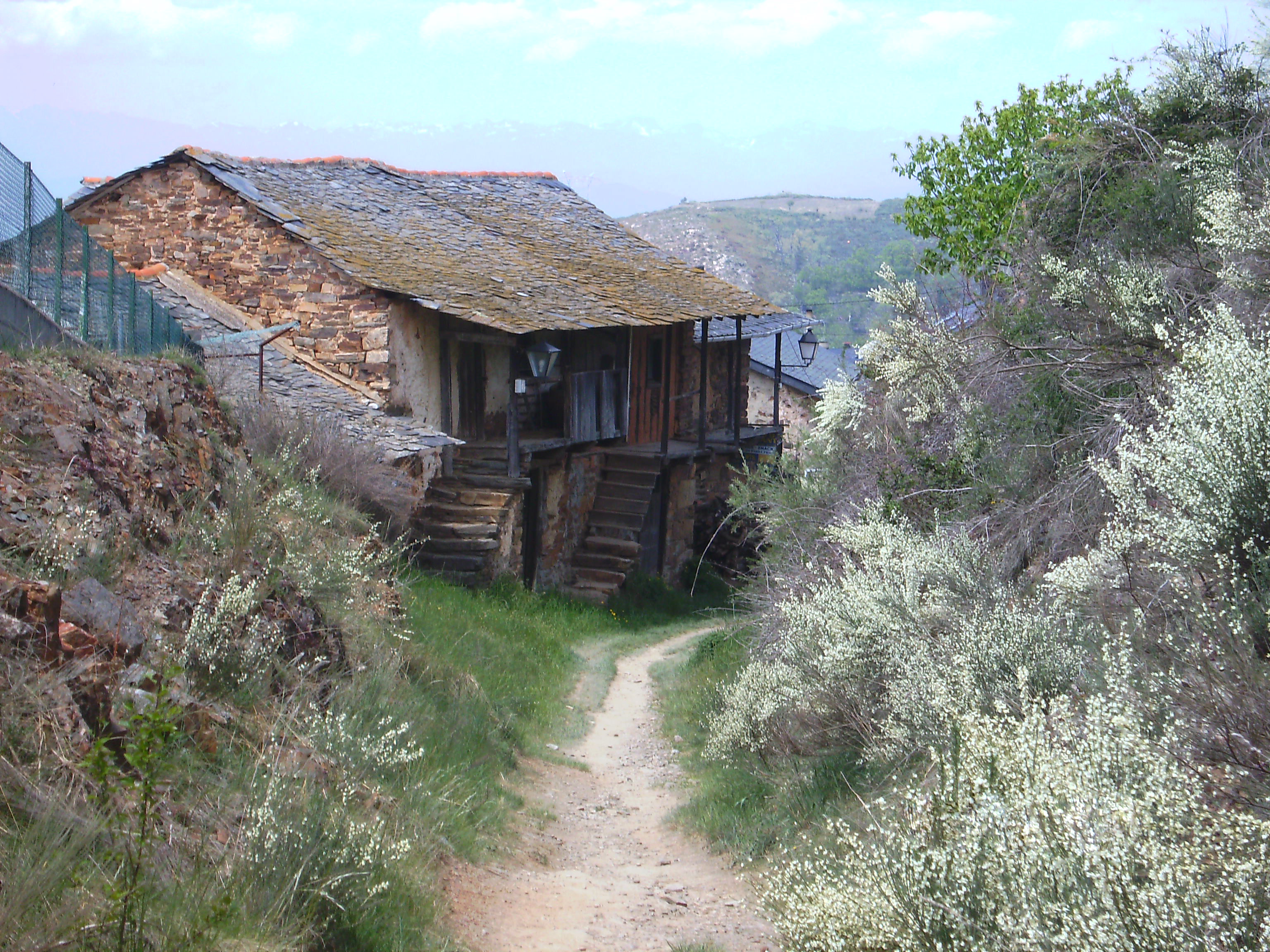
Verlassenes Haus in Riego de Ambrós mit dem typischen auf die Straße zeigenden Holzbalkon

Riego de Ambrós ist ein sehr kleiner Ort am Jakobsweg in der Provinz León der Autonomen Gemeinschaft Kastilien-León. Administrativ gehört der Ort zu Molinaseca.
Im 12. Jahrhundert gab es hier ein Pilgerhospiz, das seit den 1990er Jahren einen modernen Nachfolger hat.
Die einschiffige Pfarrkirche mit rechtwinkliger Apsis ist der heiligen Magdalena geweiht.
Der Ort liegt an einer kurvenreichen und steilen Abfahrt, die oberhalb von El Acebo beginnt und in Molinaseca endet. Radfahrer werden wegen bisheriger Unfälle auf dieser Strecke zu erhöhter Vorsicht aufgefordert.